# Dottrina Begin

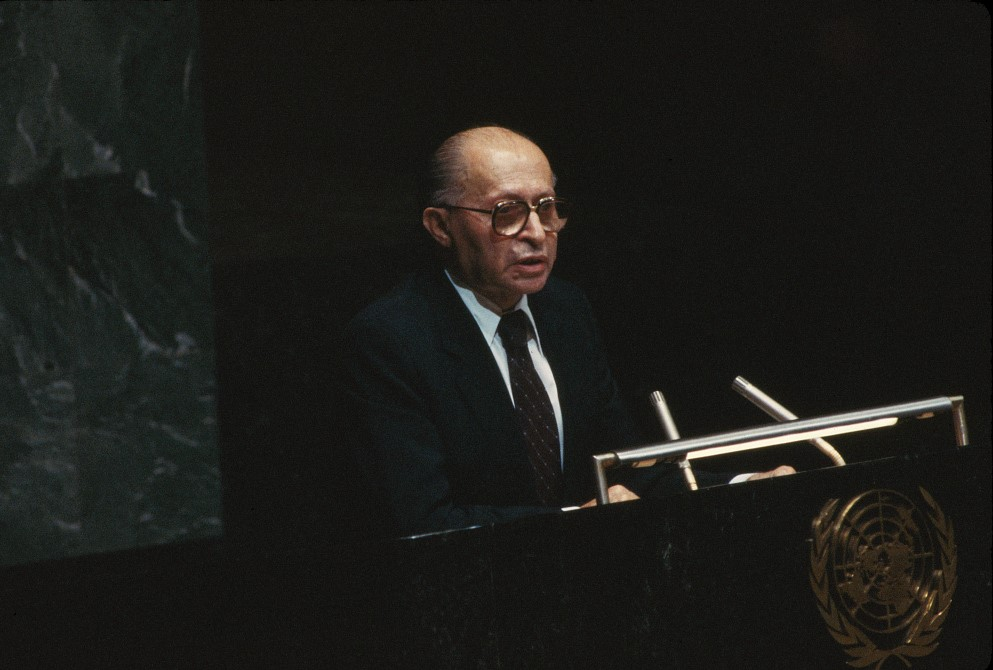
Menachem Begin parla all'Assemblea generale delle Nazioni Unite (1982)

La Dottrina Begin è il termine comune per indicare la politica di attacco preventivo e di controproliferazione del governo israeliano, che riguarda la capacità dei potenziali nemici di possedere armi di distruzione di massa, in particolare armi nucleari.
Le radici di questa dottrina possono essere fatte risalire almeno all'Operazione Damocle del 1962. Le operazioni segrete e diplomatiche contro il programma nucleare iracheno furono avviate dal governo di Yitzhak Rabin a metà degli anni Settanta.
La dottrina stessa fu enunciata dal primo ministro israeliano Menachem Begin nel giugno 1981, in seguito all'attacco israeliano al reattore nucleare iracheno Osirak nell'ambito dell'operazione Opera. La dottrina rimane una caratteristica della pianificazione della sicurezza israeliana. La dichiarazione iniziale del governo sull'incidente affermava: 
Due giorni dopo l'attacco, in una drammatica conferenza stampa a Tel Aviv, il Primo Ministro Begin si assunse la piena responsabilità dell'operazione, ne elogiò l'esecuzione definendola straordinaria e giustificandola sia con motivazioni morali che legali. Begin si riferì all'attacco come a un atto di "autodifesa preventiva al suo meglio". Il messaggio che Begin trasmetteva era che il raid su Osirak non era un'operazione una tantum, ma piuttosto un impegno nazionale a lungo termine. Ha concluso la sua conferenza stampa con queste parole: 
Il 15 giugno, in un'intervista televisiva a Face the Nation, Begin ha ribadito questo punto dottrinale: 
In seguito all'attacco e ai commenti del governo israeliano, molte potenze straniere si opposero e il Consiglio di sicurezza delle Nazioni Unite approvò all'unanimità la risoluzione 487 del Consiglio di sicurezza delle Nazioni Unite, condannando gli attacchi.

## Operazione Outside the Box
Alla dottrina Begin fece seguito nel 2007, sotto il primo ministro Ehud Olmert, l'operazione Outside the Box contro un impianto nucleare siriano. Ciò che è stato particolarmente degno di nota nell'attacco alla Siria è stato ciò che è accaduto subito dopo: la quasi totale assenza di commenti o critiche da parte della comunità internazionale nei confronti dell'azione di Israele. Questa mancanza di reazione contrasta nettamente con il clamore internazionale che seguì l'attacco preventivo di Israele contro il reattore iracheno nel 1981. I governi stranieri potrebbero essersi riservati di rilasciare dichiarazioni a causa della mancanza di informazioni dopo l'attacco, ma il governo israeliano ha imposto un blackout praticamente totale sulle notizie subito dopo il raid, durato sette mesi. Il governo degli Stati Uniti ha ordinato ai funzionari a conoscenza dell'attacco di mantenerne la riservatezza. Inizialmente la Siria è rimasta in silenzio sulla questione e poi ha negato che l'obiettivo bombardato fosse un impianto nucleare. Il silenzio internazionale è continuato anche dopo che la CIA ha reso pubblica l’informazione nell’aprile 2008.

## Programma nucleare iraniano
La dottrina continua a essere in uso dal 2009 sotto la guida del primo ministro Benjamin Netanyahu, per quanto riguarda l'Iran e la sua capacità nucleare. Durante questo periodo, la questione nucleare iraniana si trasformò apertamente nel problema di sicurezza numero uno di Israele. Netanyahu, insieme ai ministri chiave del suo gabinetto, come il ministro della Difesa Ehud Barak e il vice premier Moshe Ya'alon, ha più volte definito un Iran nucleare, o addirittura un Iran con capacità nucleare, come "una minaccia inaccettabile ed esistenziale per Israele". Mentre praticamente tutti gli israeliani concordano sul fatto che all'Iran debba essere impedito di acquisire armi nucleari, è in corso un acceso dibattito tra i decisori politici su come raggiungere al meglio questo obiettivo. Mentre gli Stati Uniti e l'Europa attuano sanzioni economiche e cercano soluzioni diplomatiche, il governo israeliano porta avanti operazioni segrete, come virus informatici, omicidi di importanti scienziati iraniani e attacchi aerei progettati per bloccare il programma nucleare iraniano.
Nel giugno 2025, Israele ha intensificato significativamente l'applicazione della Dottrina Begin attraverso l'Operazione Leone Nascente, una campagna militare completa che aveva come obiettivo l'infrastruttura nucleare dell'Iran. Lanciata il 13 giugno, l’operazione ha coinvolto oltre 200 aerei israeliani che hanno condotto attacchi aerei su circa 100 siti in tutto l’Iran, tra cui importanti impianti nucleari a Natanz, Isfahan e Teheran. Questi attacchi miravano a ridurre sostanzialmente le capacità nucleari dell'Iran, ritardando il programma di diversi anni. Tra le vittime degli attacchi figurano alti funzionari iraniani, tra cui il comandante dell'IRGC Hossein Salami e il capo militare Mohammad Bagheri.
L'operazione è stata preceduta da estese attività di intelligence condotte dal Mossad, che hanno comportato l'infiltrazione in Iran per sabotare i sistemi di difesa aerea e stabilire basi segrete di droni nei pressi di Teheran. Questi sforzi hanno facilitato il successo degli attacchi aerei compromettendo la capacità dell’Iran di rispondere in modo efficace.